# Vườn quốc gia Hornopirén
Vườn quốc gia Hornopirén (phát âm tiếng Tây Ban Nha: [ornoˈpiɾen]) nằm trong dãy núi Andes, thuộc tỉnh Palena, Chile. Nó có diện tích 482 km², bao gồm núi non hiểm trở và khu Rừng mưa nhiệt đới Valdivian hoang sơ. Vườn quốc gia này giáp với phần phía bắc của Công viên Pumalín.Trong vùng lân cận của vườn quốc gia là núi lửa Hornopirén và Yate.

## Địa lý
Vườn quốc gia là một phần của dãy núi Andes bao gồm núi, sông băng và núi lửa. Cảnh quan của nó bị chi phối bởi các dãy núi bị chạm khắc bởi các sông băng cùng hoạt động địa chất núi lửa. Vườn quốc gia có 30 km2 (12 dặm vuông Anh) là sông băng. Tại vườn quốc gia có núi lửa Yate cao 2.187 mét và núi lửa Hornopirén cao 1.572 mét so với mực nước biển. Từ sườn phía nam núi lửa Yate ở độ cao 1.500 mét, bạn có thể thưởng thức các điểm ngoạn mục nhất của núi rừng, bao gồm một cái nhìn đầy đủ của hồ và vịnh hẹp Pinto Concha Hornopiren.
Hornopirén có ba hồ nước chính là hồ Pinto Concha rộng 4,75 km2 (2 dặm vuông Anh), hồ Cabrera có diện tích 1,55 km2 (1 dặm vuông Anh) và hồ Inexplorado là 1,5 km2 (1 dặm vuông Anh), trong đó hồ Pinto Concha là điểm thu hút nhất tại vườn quốc gia.

## Động thực vật
Nó được bao phủ bởi loài cây Alerce có tổng diện tích 97,41 km2 (38 dặm vuông Anh), chiếm 35% thảm thực vật tại đây. Về động vật, đây là nơi trú ẩn của 25 loài động vật có vú, bao gồm cả các loài bản địa lẫn sinh vật ngoại lai. Trong số đó bao gồm Báo sư tử, mèo đốm Kodkod, chồn xám, cáo xám Argentina, chồn nâu châu Mỹ, Chuột sông Nam Mỹ, Pudu và huemul, với khoảng 18 loài bị đe dọa.